# Gay Talese
Gaetano "Gay" Talese (Ocean City, 1932. február 7. –) amerikai író. Az 1960-as években a The New York Times és az Esquire magazin újságírójaként Talese hozzájárult a kortárs irodalmi újságírás meghatározásához, és Tom Wolfe, Joan Didion és Hunter S. Thompson mellett az új újságírás egyik úttörőjének számít. Leghíresebb cikkei Joe DiMaggióról és Frank Sinatráról szólnak.

## Fiatalkora és iskolái

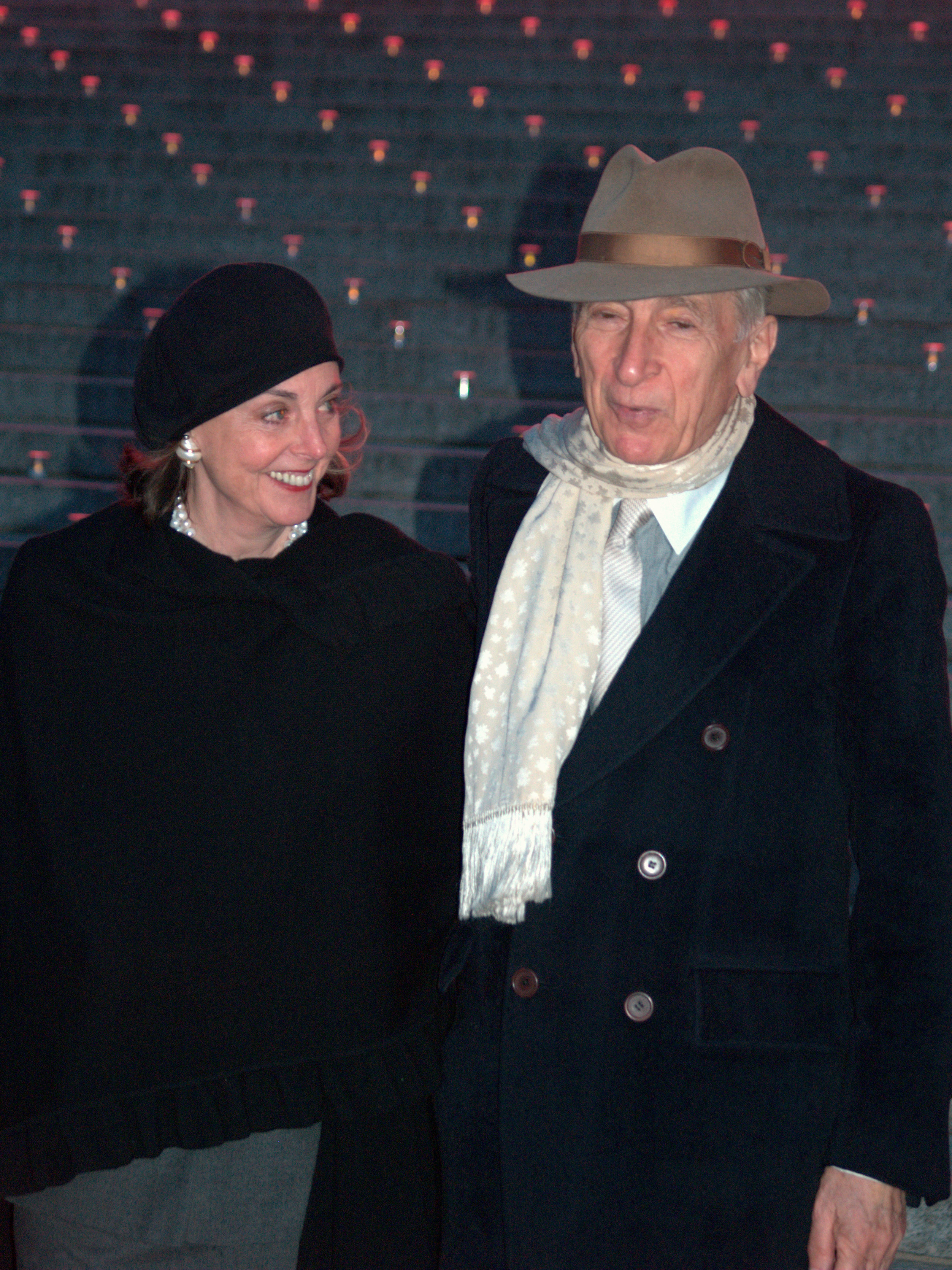
Nan Talese-szel a 2009-es Tribeca Filmfesztiválon.

A New Jersey állambeli Ocean Cityben született olasz bevándorló szülők fiaként. Talese 1949-ben érettségizett az Ocean City High Schoolban.
Talese írói pályára lépése teljesen véletlenszerű volt, és annak a nem szándékos következménye, hogy másodéves középiskolásként megpróbált több játékidőt szerezni a baseballcsapatban. A segédedzőnek az volt a feladata, hogy minden egyes meccsről telefonon beszámoljon a helyi újságnak, és amikor a segédedző panaszkodott, hogy túl elfoglalt ahhoz, hogy ezt megfelelően elvégezze, a vezetőedző Talese-t bízta meg ezzel a feladattal. Ahogy Talese felidézi 1996-os „Origins of a Nonfiction Writer” (Egy nem-fikciós író eredete) című memoárírói esszéjében:
 Abban a téves feltételezésben, hogy a sportosztály sajtófeladatoktól való megszabadításával elnyerhetem az edző háláját és több játékidőt kaphatok, elvállaltam a munkát, és még ki is szépítettem azt azzal, hogy gépírói képességeimet felhasználva saját beszámolót írtam a mérkőzésekről, ahelyett, hogy csupán telefonon továbbítottam volna az információkat az újságoknak.
Mindössze hét sportcikk után Talese saját rovatot kapott az Ocean City Sentinel-Ledger című hetilapban Ocean Cityben. Mire 1949 szeptemberében főiskolára ment, már mintegy 311 történetet és rovatot írt a Sentinel-Ledger számára.
Talese édesanyját tekinti példaképének, akit követve fejlesztette ki azokat az interjúkészítési technikákat, amelyeket pályafutása során alkalmazott. „Origins of a Nonfiction Writer” (Egy nem-fikciós író eredete) című könyvében mesél erről:
 Megtanultam [anyámtól] ... türelemmel és figyelemmel hallgatni, és soha nem szakítani félbe, még akkor sem, amikor az emberek nagy nehezen magyarázkodnak, mert az ilyen megtorpanó és pontatlan pillanatokban ... az emberek nagyon árulkodóak - amiről haboznak beszélni, az sokat elárul róluk. A szüneteik, kitéréseik, hirtelen témaváltásaik valószínűleg jelzik, hogy mi az, ami zavarba hozza őket, vagy irritálja őket, vagy amit túl személyesnek vagy meggondolatlannak tartanak ahhoz, hogy az adott pillanatban egy másik ember előtt felfedjék. Ugyanakkor azt is hallottam, hogy sokan őszintén megbeszélték anyámmal azt, amit korábban elkerültek - ez a reakció szerintem kevésbé volt összefüggésben anyám kíváncsi természetével vagy érzékenyen feltett kérdéseivel, mint inkább azzal, hogy fokozatosan elfogadták őt, mint olyan megbízható személyt, akire rábízhatják magukat.
Talese 1953-ban diplomázott az Alabamai Egyetemen. Szakválasztása – ahogy ő leírta – vitás döntés volt. „Az újságírást választottam főiskolai szaknak, mert ahhoz értettem – emlékszik vissza –, de valójában a történelem tanulója lettem.”  Az egyetemen a Phi Sigma Kappa testvériség tagja lett.
Talese itt kezdte el alkalmazni a szépirodalomban jobban ismert irodalmi eszközöket, mint például a „helyszín” apró részletekkel való megteremtése és a cikkek in medias res kezdete. Az első évében az egyetemi újság, a The Crimson White sportszerkesztője lett, és elindította a „Sports Gay-zing” névre keresztelt rovatát, amelyben 1951. november 7-én ezt írta:
 A Supe Store zenegépéből ritmikus „Sixty Minute Man” szólt, és Larry (The Maestro) Chiodetti őrült módon ütötte az asztalt, hogy lépést tartson az ugró tempóval. A pólós Bobby Marlow épp a vasárnap reggeli bikaülésről jött ki, és az elegáns Bill Kilroy épp a reggeli újságokat vette meg.

## Pályafutása

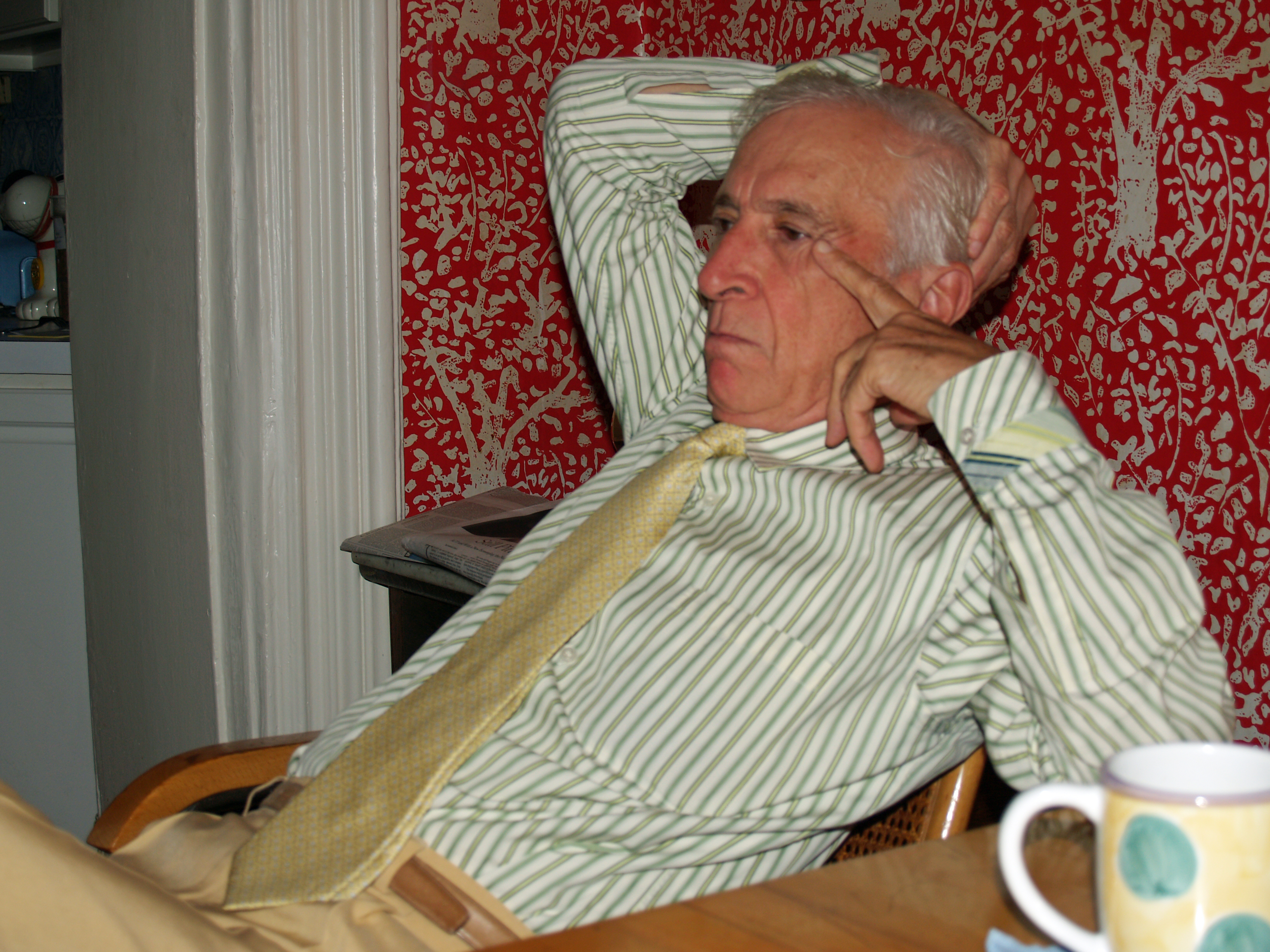
Talese otthonában, 2007-ben

### Újság riportere
A diploma megszerzése után, 1953 júniusában Talese New Yorkba költözött, de csak fénymásolóként talált munkát. Az állás azonban a The New York Times-nál volt. Talese-nek végül sikerült elérnie, hogy egy cikkét publikáljon a Times, bár aláíratlanul. A „Times Square Anniversary” (1953. november 2.) című cikkben interjút készített azzal az emberrel, Herbert Kesner műsorszerkesztővel, aki a Times Square feletti híres kivetítőtáblán felvillanó szalagcímek kezeléséért volt felelős.
Ezt követte egy cikk az 1954. február 21-i kiadásban az Atlantic City sétányán használt székekről. A kezdődő újságírói karrierjét azonban félbe kellett szakítania, mivel 1954-ben behívták az Egyesült Államok hadseregébe.
Talese-nek (mint minden férfi diáknak abban az időben a koreai háború miatt) csatlakoznia kellett a tartalékos tisztképző alakulathoz (ROTC), és New Yorkba költözött, ahol várta a későbbi alhadnagyi kinevezését. A Kentucky állambeli Fort Knoxba küldték, hogy a páncélosoknál képezzék ki. Mivel úgy találta, hogy mechan}ikai képességei hiányosak, áthelyezték a Tájékoztatási Hivatalhoz, ahol a Inside the Turret (ma The Gold Standard) című katonai újságnak dolgozott, és hamarosan saját rovata lett, a „Fort Knox Confidential”.
Amikor 1956-ban befejezte katonai szolgálatát, a The New York Times újra felvette sportriporternek.  Talese később így vélekedett: „A sport olyan emberekről szól, akik veszítenek és veszítenek és veszítenek. Elveszítik a meccseket; aztán elveszítik a munkájukat. Ez nagyon izgalmas tud lenni.” A különböző területek közül Talese számára az ökölvívás volt a legvonzóbb, főként azért, mert versenyző egyénekről szólt, akik az 1950-es évek közepén-végén a díjmeccsek szintjén túlnyomórészt nem fehérek voltak.  38 cikket írt egyedül Floyd Pattersonról.
Ezután a Times Albany-i irodájába került, hogy az állami politikáról tudósítson. Ez azonban rövid életű megbízatás volt, mivel igényes szokásai és aprólékos stílusa hamarosan annyira irritálta új szerkesztőit, hogy visszahívták a városba, és kisebb gyászjelentések írásával bízták meg. Talese így fogalmaz: „Büntetésből száműztek a gyászjelentések íróasztalához - hogy megtörjenek. Voltak nagy gyászjelentések és kisebb gyászjelentések. Engem arra küldtek, hogy kisebb gyászjelentéseket írjak, amelyek még hét bekezdés hosszúak sem voltak.” Miután egy évig a Times gyászjelentési rovatában dolgozott, a Sunday Times számára kezdett cikkeket írni, amelyet akkoriban Lester Markel szerkesztő a napi Times-tól különálló szervezetként vezetett.

### Magazin riportere
Talese első darabja az Esquire magazin számára – egy New York-i jelenetek sorozata – 1960 júliusában jelent meg egy New York-i különszámban. Amikor 1962 decemberében a Times újságíró szakszervezetek munkabeszüntetést tartottak, Talese-nek bőven volt ideje megnézni a Broadway rendezője, Joshua Logan produkciójának próbáit egy Esquire-profil kedvéért. Ahogy Carol Polsgrove az Esquire 1960-as évekbeli történetében jelzi, ez volt az a fajta tudósítás, amit a legjobban szeretett csinálni: „csak ott lenni, megfigyelni, várni a csúcspontra, amikor az álarc lehull, és a valódi jellem megmutatkozik”.
1964-ben Talese kiadta a The Bridge: The Building of the Verrazano-Narrows Bridge című művét, amely a New York-i Verrazano-Narrows híd építésének riporter stílusú, nem fikciós ábrázolása. 1965-ben otthagyta a The New York Timest, hogy teljes munkaidőben írjon Harold Hayes szerkesztőnek az Esquire-nél. Az 1966-os Esquire-cikk Frank Sinatráról, "Frank Sinatra Has a Cold" minden idők egyik legnagyobb hatású amerikai magazincikke, az új újságírás és a kreatív nem-fikció úttörő példája. Az egyesek által briliánsnak nevezett szerkezetű és tempójú cikk nemcsak magára Sinatra-ra, hanem Talese-nek a témájára való kutatására is összpontosított.
Talese ünnepelt Esquire-esszéje Joe DiMaggioról, „The Silent Season of a Hero” (A hős néma évszaka) – részben a hírnév átmeneti természetéről szóló meditáció – szintén megjelent 1966-ban.
Talese a maga részéről Alden Whitman nekrológjának 1966-os profilját, a "Mr. Bad News"-t tartotta a legjobbnak.
Számos Esquire-esszéjét összegyűjtötték a Fame and Obscurity című 1970-es könyvben; a bevezetőben Talese két általa csodált író előtt tisztelgett, és arra hivatkozott, hogy „az a törekvésem, hogy valahogyan azt a hangot vigyem a riportba, amit Irwin Shaw és John O'Hara vitt a novellába”.
1971-ben Talese kiadta a Honor Thy Father című könyvet a Bonanno bűnözői család, különösen Salvatore Bonanno és apja, Joseph megpróbáltatásairól szólt az 1960-as években. A könyv hét évig tartó kutatáson és interjúkon alapult. A Honor Thy Father című könyvből 1973-ban tévéfilm készült.
Talese 1972-ben 1,2 millió dolláros szerződést kötött a Doubleday kiadónál két könyv megírására, az első, a Thy Neighbor's Wife (A szomszédod felesége) 1973-ban jelent meg. A Thy Neighbor's Wife papírkötés jogait 1973-ban 750 000 dollárért eladták a Dell kiadónak. Kihagyta a Doubleday eredeti határidejét, és 8 évet töltött a könyv kutatásával, beleértve a New York-i masszázsszalonok vezetését és egy szexshop működtetését. 1979-ben a United Artists rekordösszegű 2,5 millió dollárt fizetett Talese-nek a filmjogokért. A könyv végül 1981-ben jelent meg, de film nem készült.
2008-ban a Library of America beválogatta Talese Charles Manson-gyilkosságokról szóló 1970-es beszámolóját, a "Charlie Manson's Home on the Range"-t, hogy bekerüljön az American True Crime két évszázados visszatekintésébe.
2011-ben Talese elnyerte a Norman Mailer-díjat a Kiváló Újságírásért.

## Magánélete
1959-ben Talese feleségül vette Nan Talese írót (született Ahearn), egy New York-i szerkesztőt, aki a Nan A. Talese/Doubleday impresszum kezelője. Házasságukat egy nem fikciós könyv dokumentálja, amelyen 2007 óta dolgozik. Két lányuk van, Pamela Talese festőnő és Catherine Talese fényképész és fotószerkesztő.
Talese közeli barátja volt Tom Wolfe újságírónak és írónak.

### Nézetei
Talese egy életen át demokrata volt. Ennek ellenére Barack Obama elnök éles kritikusa volt, és többször védelmébe vette Donald Trump elnököt. A Haaretznek adott 2017. februári interjújában Talese azt mondta: „Ez az őrült Trump, szélhámos, ingatlanmágnás, szerintem jobb, mint Obama. Szeretjük azt mondani, hogy Obama Frederick Douglass, Obama Booker T. Washington, Obama Paul Robeson, a felvilágosodás. Hát ez nem jött be.”

## Viták
2016 áprilisában Talese felszólalt a Bostoni Egyetem újságírói konferenciájának egyik panelbeszélgetésén. A panel során Talese-t megkérdezték, hogy milyen nonfiction írónőket talál inspirálónak, mire azt válaszolta: „Nem ismerek olyan írónőt, akit szeretek”. Válaszul Twitter hashtag jött létre #womengaytaleseshouldread címmel.
2016 júniusában megkérdőjelezték Talese The Voyeur's Motel című könyvének hitelességét, amelynek alanya Gerald Foos volt, amikor kiderült, hogy Foos hamis állításokat tett Talese-nek, amelyeket Talese nem ellenőrzött. Amikor a szavahihetőségről szóló hírek felröppentek, Talese kijelentette: „Nem fogom népszerűsíteni ezt a könyvet. Hogy merészelném reklámozni, amikor a hitelessége a vécén van?”. Későbbi interjúkban és a Late Night with Seth Meyers című műsorban Talese visszavonta ezt a cáfolatot, és kijelentette, hogy története a Washington Post által talált ellentmondások ellenére is pontos.
2017 novemberében a Vanity Fairnek adott interjújában a New York Public Library Literary Lions Gáláján Talese megjegyzéseket fűzött a Kevin Spacey elleni, az előző hetekben felmerült szexuális zaklatással kapcsolatos vádakhoz. Talese kijelentette: „Szeretném megkérdezni [Spacey-t], milyen érzés elveszíteni egy életre szóló sikert és kemény munkát egy 10 vagy több évvel ezelőtti 10 perces tapintatlanság miatt. Nagyon szomorú vagyok, és gyűlölöm azt a színészt, aki tönkretette ennek a fickónak a karrierjét. Szóval, oké, ez 10 évvel ezelőtt történt... Jézusom, nyeld le magad néha! Tudod, valamit, ebben a szobában mindannyian csináltunk valamikor valamit, amit szégyellünk. A Dalai láma is tett olyat, amit szégyell. A Dalai lámának be kellene vallania... tegye ezt a magazinjába!” A CNN arról számolt be, hogy „a közösségi médiában szinte azonnali volt a visszahatás”. Jenavieve Hatch a Huffington Posttól „a szexuális trauma túlélőivel szembeni tiszteletlenségnek” nevezte a megjegyzéseket. A The Daily Beast munkatársa, Tom Sykes azt írta, hogy „egy állítólagos gyermekkori szexuális zaklatás áldozatát szidalmazni szörnyű látvány.” A The Washington Post a színész „bizarr, veszett védelmének” nevezte kijelentéseit.

## A populáris kultúrában
Talese szerepelt a Doonesbury című képregény több részében.

## Könyvei
Mint szerző
- New York: A Serendipiter's Journey (1961)
- The Bridge: The Building of the Verrazano-Narrows Bridge (1964) ISBN 978-0802776440
- The Overreachers (1965; korábbi riportok gyűjteménye)
- The Kingdom and the Power (1969) ISBN 978-0812977684
- Fame and Obscurity (1970; korábbi riportok, benne: "Frank Sinatra Has a Cold") ISBN 978-1015280809
- Honor Thy Father (1971) ISBN 978-0061665363
- Thy Neighbor's Wife (1981) ISBN 978-0061665431
- Unto the Sons (1992; memoir) ISBN 978-0679410348
- The Gay Talese Reader: Portraits and Encounters (2003; contains material from New York: A Serendipiter's Journey, The Overreachers and Fame and Obscurity) ISBN 978-0802776754
- A Writer's Life (2006; memoir) ISBN 978-0679410966
- The Silent Season of a Hero: The Sports Writing of Gay Talese (2010; korábbi riportok összeállítása) ISBN 978-0802777539
- The Voyeur's Motel (2016) ISBN 978-0802126979
- Frank Sinatra Has a Cold (2016; az 1966-os cikk dohányzóasztalos könyvváltozata Phil Stern(wd) fényképeivel) ISBN 978-3836588294
- Bartleby and Me: Reflections of an Old Scrivener (2023) ISBN 978-0358455479

Mint szerkesztő
- Writing Creative Nonfiction: The Literature of Reality (1995; Barbara Lounsberryvel) ISBN 978-0060465872

### Magyarul
- A keresztapa fia (A Bonanno klán regényes története; Honor Thy Father) – Ulpius-ház, Budapest, 2003 · ISBN 9639475157 · Fordította: Komáromy Rudolf
- Kukkoló motel (The Voyeur's Motel) – Trivium, Budapest, 2018 · ISBN 9786155732386 · Fordította: Varga Csaba Béla

## Fordítás
- Ez a szócikk részben vagy egészben  a   Gay Talese című angol Wikipédia-szócikk fordításán alapul.  Az eredeti cikk szerkesztőit annak laptörténete sorolja fel. Ez a jelzés csupán a megfogalmazás eredetét és a szerzői jogokat jelzi, nem szolgál a cikkben szereplő információk forrásmegjelöléseként.